# Hansi Arland
Hansi Arland (bürgerlich Johannes Mühlbauer, * 6. November 1983 in Prien am Chiemsee) ist ein deutscher Musiker, Tontechniker, Produzent, Songwriter, Sänger und Komponist.

## Leben
Hansi Arland ist der Sohn des Klarinettisten und Komponisten Henry Arland, Bruder des Fernsehmoderators und Musikers Maxi Arland und der Enkel von Rolf Arland. 1993 trat er als Zehnjähriger zusammen mit seinem Bruder Maxi und seinem Vater als Instrumental-Trio in der Volkstümlichen Hitparade auf, wo sie den ersten Platz belegten. 1994 gewannen sie den internationalen Grand Prix der Volksmusik mit dem Titel Echo der Berge. Danach waren sie über Jahre Gäste in verschiedenen Fernsehshows und auf Bühnen in Deutschland, Österreich und der Schweiz zu sehen.
2003 gründete Hansi Arland die Band Sunrise Tribe, war Leadsänger, Songwriter und Produzent. Mit der Band spielte er über 150 Auftritte bei Musikfestivals wie z. B. beim Chiemsee Summer, Rototom Sunsplash (im Finale beim European Reggae Contest) oder beim Ned Forever Festival Montreux.
Hansi Arland besitzt ein Tonstudio, in dem er für sich und andere Künstler, wie z. B. Anthony B, Johnny Strange von Culcha Candela, Toni Tuklan, Rico Bernasconi, Willi Herren (La La Song), Raggatek, Anarchie, A Class und Bruder Maxi Arland Songs komponiert. 2015 bekam er von Universal Music Frankreich einen Vertrag. Im Mai erschien seine Megapark-Hymne „Wir machen Party“. Weiterhin tritt er auch noch bei Tourneen und Galaveranstaltungen mit seinem Bruder Maxi Arland auf.

## Lieder
- The Journey Solion & Rico Bernasconi[5]
- Wir machen Party[6]
- Sweat (A la la la la long) Solion & A Class[7]
- Chilln so is halt (Geeno feat Solion)[8]
- One Lover (Raggatek & Solion feat Anarchie)[9]
- Crazy World (Tuklan & Solion feat Johnny Strange von Culcha Candela)[10]

## Diskografie

### CDs von Henry, Hansi und Maxi Arland
- Rosenmelodie[11]
- Echo der Berge
- Heimatträume
- Die großen Erfolge
- Bergkristall
- Die schönsten Weihnachtslieder
- Die schönsten Melodien der Welt
- Bergromanze
- Traumland der Melodien
- Klarinettenweihnacht
- Henry Arland & Söhne & Russische Freunde „Fröhliche Weihnacht“

### CDs mit Bruder Maxi Arland
- Fröhliche Weihnachten
- Ihr Kinderlein kommet

### CDs mit seiner Band Sunrise Tribe
- 2006: Remember Dat (Remix) Als Single auf der DC Nr. 28 des Riddimmagazins
- 2008: Tribehauseffekt
- 2010: Journey Remix (als Single auf Masterplan Riddim Compilation)
- 2011: Journey